# Артикулема
Артикулема (від лат. Articulo — розбірливо вимовляю) — моторна схема мовного звуку, певна структура активності органів мови, необхідна для вимовляння того чи іншого звуку. При автоматизації свистячих у складах спочатку автоматизують ті склади, які передбачають найменші енергетичні витрати при переході від однієї артикулеми до іншої.
Цікаво, що для глухих дітей звук виступає лише як буква — графема, і рідше — як артикулема.

## Суть

### Формування
При змішуванні звуків, близьких артикуляційно або акустично, у дитячому віці формується артикулема, але сам процес фонемоутворення не закінчується.

### Потреба
Артикулема грала важливу роль на стадії освоєння письма, але зараз стає все менш значущою, а іноді і зовсім перестає бути необхідною (при письмі). Людині, яка вільно володіє письмом, артикуляційні підкріплення потрібні лише в тих випадках, коли виникають труднощі.